# NyxQuest: Kindred Spirits
NyxQuest: Kindred Spirits (anteriormente Icarian: Kindred Spirits) es un videojuego para Wii desarrollado por el estudio español Over the Top Games. Salió al mercado PAL el 19 de junio de 2009, en Norteamérica el 10 de agosto de 2009 y en Japón el 11 de mayo de 2010. La demo del juego fue lanzada en Norteamérica el 16 de noviembre de 2009.

## Jugabilidad
El juego está ambientado en la antigua Grecia e incluye diversas criaturas mitológicas y dioses griegos al mundo del juego. El jugador controla a Nyx, una chica alada que comparte amistad con Ícaro. Cuando este desaparece misteriosamente, Nyx emprende su búsqueda. A medida que avanza el juego, el jugador recibe diversos poderes procedentes de dioses como Zeus y Eolo, concediéndole habilidades como mover objetos, manipular el escenario, controlar el viento y lanzar rayos para eliminar a los enemigos.
Dichos poderes se ejecutan mediante la combinación del Wiimote y el Nunchuk. El jugador usa el stick analógico para mover a Nyx y controlar su vuelo, mientras que los poderes son invocados apuntando a la pantalla y a diversos objetos con la retícula de la pantalla. El juego posee un modo cooperativo para dos jugadores, uno controlando directamente a Nyx y el otro controlando los poderes divinos.

## Desarrollo
NyxQuest: Kindred Spirits es el primer proyecto de Over the Top Games, siendo creado por un equipo de 4 personas. Los diseñadores decidieron situar el juego en la antigua Grecia para explorar la idea de un personaje que necesitase la ayuda de los dioses griegos para avanzar en la aventura, y eligieron Wii como plataforma para aprovechar la mecánica de juego que ofrece el Wiimote. El equipo también quiso hacer un juego que tuviese un personaje alado como protagonista. En versiones tempranas del título, el protagonista era el propio Ícaro, pero fue cambiado por Nyx para hacer la historia más interesante.
El juego tiene 19 minutos de música compuesta por Steven Gutheinz. Los desarrolladores inicialmente querían usar sólo 5 minutos de música, pero la calidad de las composiciones les impresionó lo suficiente para emplear todas las melodías creadas por Gutheinz, que se basó en los diseños conceptuales, capturas de pantalla y vídeos de versiones sin terminar del juego para crear la banda sonora.
El juego fue inicialmente lanzado bajo el nombre Icarian: Kindred Spirits, pero fue modificado por razones legales.

## Acogida
NyxQuest: Kindred Spirits ha sido bien recibido por la crítica. Nintendo Life alabó la presentación y jugabilidad del título, pero señaló la escasa duración del juego como un elemento negativo. Edge calificó el juego como un "plataformas sorprendentemente robusto" y "un placer" con un buen ritmo, diseños imaginativos y una presentación exquisita. Eurogamer declaró que el juego sobresalía en el catálogo de WiiWare y lo comparó con Braid. IGN criticó su lentitud pero reconoció que era un juego "divertido y bonito" con buenos puzles y controles.
NyxQuest recibió el premio al "Mejor Juego Indie" en la edición de 2009 de la Campus Party. Debido a su similitud, se le ha comparado con el juego Kid Icarus.